# Daniel Olmos
Daniel Olmos (Buenos Aires, 8 de junio de 1938), es un diplomático argentino de destacada trayectoria en el Servicio Exterior de la Nación. 

### Carrera Diplomática
Ingresó en el servicio exterior de la Nación el 14 de octubre de 1963, año en el que se crea el Instituto del Servicio Exterior de la Nación por lo que antecede a la primera cohorte del Instituto. Proviene de una familia marcada por la participación política, en particular la política exterior, siendo sobrino del ex canciller Miguel Ángel Zavala Ortiz.
Desde joven tuvo un destacado desempeño, lo que le valió el reconocimiento de sus superiores. Entre el 20 de julio de 1974 y el 11 de septiembre de 1975, siendo Consejero de Embajada, se desempeñó como Jefe de la División Naciones Unidas del Departamento Organismos Internacionales. Dado que esta situación transcurrió de facto por lo que sus superiores solicitaron un reconocimiento especial por su tarea.
Durante el llamado Proceso de Reorganización Nacional se desempeñó en diversos destinos diplomáticos, siendo Consejero en las embajadas argentinas en Venezuela (1976-1978) y en Uruguay (1978-1982). En el año 1982 retorna al país para desempeñarse en la Dirección General de Política Exterior. Con el retorno a la democracia es designado como Cónsul General en Nueva Orleans (1983-1984) El 12 de septiembre de 1985, el presidente Raúl Alfonsín, lo promueve a la categoría de Embajador por medio del decreto N° 1790/85. Dicho ascenso lo encuentra en Bogotá, donde se desempeñó como Embajador por el resto del mandato del radicalismo. 
Vuelto a la Argentina se desempeña entre los años 1991 y 1993 como Director del ISEN
Durante los años 1993 y 1997 estuvo destacado como Embajador argentino en Lisboa. Vuelto al país se desempeñó como Presidente de la representación argentina ante la Comisión Técnica Mixta del Frente Marítimo, cargo en el que se mantuvo hasta el año 2000. Con el cambio de gobierno, en 1999, fue encargado de la embajada argentina en Chile, en el que se mantuvo pese a la caída del gobierno hasta 2003. Vuelto a la Argentina es designado como Presidente de la Delegación Argentina ante la Comisión Administradora del Río de la Plata. Durante su presidencia se sancionó el Convenio Marco de Asistencia y Colaboración Técnica, suscripto el 2 de octubre de 2003.Se mantuvo en el cargo hasta el año 2008, en el que al cumplir los 70 años de edad, se acogió a los beneficios jubilatorios.